# Espasme cadavèric
L'espasme cadavèric, també conegut com a espasme post mortem, rigor instantani, rigidesa catalèptica o rigidesa instantània, és una forma rara de rigidesa muscular que es produeix en el moment de la mort i persisteix en el període de rigor mortis. L'espasme cadavèric es distingeix del rigor mortis perquè és un enduriment intens dels músculs, el qual no es pot desfer fàcilment; en el rigor mortis, en canvi, sí que és possible desfer l'enduriment. La causa és desconeguda, però normalment s'associa amb morts violentes en circumstàncies d'esforços físics extrems i amb emocions intenses.

## Manifestació
L'espasme cadavèric pot afectar tots els músculs del cos, però normalment afecta grups musculars, com l'avantbraç o les mans. Aquest tipus d'espasme s'observa en casos de víctimes per ofegament, en les que s'hi troben gramínies, males herbes, arrels o altres materials enganxats, els quals són proves de que la persona encara era viva en el moment que va entrar a l'aigua. L'espasme cadavèric sovint cristal·litza l'última activitat que es va dur a terme abans morir i, per tant, té gran importància en les investigacions forenses; per exemple, sostenir amb força un ganivet.

## Mecanisme fisiològic
L'ATP és necessari per tal de dur a terme la recaptació de calci al reticle sarcoplasmàtic del sarcòmer (RS). Quan un múscul es relaxa, els caps de miosina tornen a la seva posició «d'alta energia", preparats i a l'espera de que hi hagi disponible un lloc d'unió al filament d'actina. Al no haver-hi ATP disponible, els ions de calci prèviament alliberats no poden tornar al RS. Aquests ions de calci restants es mouen dins del sarcòmer i eventualment poden trobar el seu camí cap a un lloc d'unió a la proteïna reguladora del filament fi. Atès que el cap de la miosina ja està preparat per la unió, no es necessita cap despesa addicional d'ATP i el sarcòmer es contrau.
Quan aquest procés té lloc a més gran escala, pot donar-se la rigidesa associada amb el rigor mortis. Es produeix principalment quan es fa un ús elevat d'ATP. De vegades, els espasmes cadavèrics es poden associar amb l'asfíxia eròtica com a causa de la mort.
L'espasme cadavèric s'ha plantejat com a possible explicació del per què el cap del President Kennedy va fer un moviment enrere després de rebre el tret mortal l'any 1963.

## Controvèrsia
Els professors de medicina legal de la Universitat de Berna (Suïssa) Matthias Pfaffli i Dau Wyler, van plantejar cinc requisits per determinar la presència de l'espasme cadavèric en una mort:
La part del cos que se suposa que ha patit un espasme cadavèric s'ha d'aguantar per si mateixa contra la gravetat.
1. The deceased must be observed before the rigor mortis has developed[6]

S'ha d'explorar el difunt abans que es desenvolupi el rigor mortis.
S'han de documentar de manera adequada i contínua els canvis post mortem pel que fa la lividesa dels morts.
L'escenari de la mort ha d'estar intacte abans d'examinar l'escena del crim.
No hi pot haver presència de terceres persones a l'escenari de la mort, per assegurar que no es manipuli el cos.
A causa de la improbabilitat que tots aquests requisits es donin en un mateix subjecte, és poc probable que els espasmes cadavèrics es puguin documentar i, per tant, demostrar de manera consistent.
Hi ha molt poca (o cap) base científica o fisiopatològica que doni suport a la validesa dels espasmes cadavèrics. Químicament, aquest fenomen no es pot explicar com un anàleg del rigor mortis «real». Per aquest motiu, s'han examinat i explorat una sèrie d'altres factors en un esforç per donar una explicació alternativa als casos del suposat rigor mortis instantani esmentat. En un estudi publicat a l'International Journal of Legal Medicine (Diari internacional de medicina legal), no es van trobar proves consistents d'espasmes cadavèrics, ni en morts del mateix tipus. De 65 suïcidis amb objectes punxants, només dues víctimes tenien l'arma a les mans després de morir. Aquesta baixa incidència suggereix que no es va donar un espasme cadavèric real. La gravetat pot jugar un factor important quan queden extremitats o altres objectes sota el cos en el moment de la mort, i en la posterior col·locació de les extremitats després de morir. En morts relacionades amb lesions cranials o neuronals, els danys nerviosos en el cervell poden inhibir la capacitat de deixar anar l'arma de la mà. La flexió dels músculs agonistes i antagonistes conjuntament també pot contribuir a fixar un objecte o arma.